# مقاطعة ميامي (إنديانا)
مقاطعة ميامي (بالإنجليزية: Miami County, Indiana)‏ هي إحدى مقاطعات ولاية إنديانا في الولايات المتحدة. تأسست سنة 1834، بلغ عدد سكانها 36903 نسمة في عام 2010 حسب إحصاء مكتب تعداد الولايات المتحدة وتصل الكثافة السكانية فيها 37.93 نسمة/كم2.

## أعلام
- سبيد ويب

## وصلات خارجية
- www.MiamiCountyIN.gov
- United States Counties